# Saint-Jean-des-Bois
Saint-Jean-des-Bois è un ex comune francese, ora frazione, del dipartimento dell'Orne nella regione della Normandia. Dal 1º gennaio 2015 infatti si è fuso con i comuni di Tinchebray, Beauchêne, Frênes, Larchamp, Saint-Cornier-des-Landes e Yvrandes per formare il nuovo comune di Tinchebray-Bocage.

## Società

### Evoluzione demografica
Abitanti censiti